# Утра (район Йоэнсуу)
Утра (фин.  Utra) — район Йоэнсуу, расположенный примерно в пяти километрах к северу от центра города на правом берегу реки Пиелисйоки (фин. Pielisjoki) между районом Рантакюля и деревней Куплускюля (фин. Kupluskylä) общины Контиолахти (фин. Kontiolahti).

## Общие сведения
Район Утра вошел в состав города Йоэнсуу в 1950-х годах, до этого он относился к общине Контиолахти. В XIX веке Утра являлась крупной промышленной зоной. До 1980-х район Утра был застроен лишь деревянными бараками, но позже в районе стали появляться частные дома, таунхаусы и многоквартирные дома. Численность населения составляет 3542 жителя (2017).

## Стекольный завод и пилорама
На территории района существовал стекольный завод (1874–1906) и пилорама. Стекольный завод, основанный предпринимателем и купцом Антти Мустоненом (фин. Antti Juhana Mustonen), поставлял бутылки в Россию. С 1882 года владельцем стекольного завода и пилорамы стала английская компания Egerton Hubbard & Co, однако завод, не выдержав конкуренции с другими многочисленными стекольными производствами, был закрыт в 1889 году. В 1893 году завод был арендован немецким предпринимателем Хенриком Вельтхеймом (фин. Henrik Veltheim), который развернул на этой площадке производство оконного стекла. Мастера-стекольщики и стеклодувы производили безупречное по качеству стекло из сырья, привезенного из Бельгии. В 1894 году Вельтхейм отказался от своего дела, после того как его оконно-стекольный магазин сгорел. В 1896 году завод был арендован фирмой Rokkala Glasindustri Aktiebolaget. После обновления и расширения бизнес пошел в гору, однако 16 июня 1906 года стекольный завод сгорел. В наши дни о заводе напоминают кусочки стекла, которые жители Утры находят вдоль берега и во дворах домов. Названия некоторых улиц в районе напоминают о его индустриальной истории (Lasinpuhaltajantie «улица Стеклодувов» , Lasimestarinkatu «улица Стекольных дел мастеров», Upokaskatu «Тигельная улица», Kristallikuja «Хрустальный переулок»).

## Церковь Утры
Церковь Утры (фин. Utran kirkko) является самой старой евангелическо-лютеранской церковью прихода Рантакюля. Идея постройки церкви была предложена еще в 1870-е годы, но реализована лишь в 1895 году благодаря работникам стекольного завода и пилорамы. Церковь представляет собой уникальное сооружение, построенное по вертикально-бревенчатой технологии. Таких церквей во всей Финляндии всего три. Также церковь была оборудована четырьмя печами, что позволяло ей принимать прихожан даже в зимнее время, что в XIX веке было большой редкостью. В настоящее время церковь входит в список культурно-исторических объектов, находящихся под охраной государства.

## Заводская школа Утры
Первый учебный год в заводской школе Утры (фин. Utran tehtaankoulu) начался осенью 1861 года. Это была первая немецкая школа в Финляндии, оснащенная по лучшим педагогическим стандартам своего времени. В этой школе обучались дети рабочих стекольного завода и пилорамы. Поскольку большинство рабочих были иностранцами, преподавание происходило на родных для детей языках: шведском, французском или немецком. На базе школы была открыта библиотека. Изначально школа была совместной для мальчиков и девочек, но в 1874 году было введено раздельное обучение. Во времена, когда стекольный завод принадлежал английской компании Egerton Hubbard & Co, для школы было выстроено отдельное здание. В 1884 году заводская школа перешла в ведение государства и продолжала функционировать до 1988 года, пока не была построена новая школа Утры. В настоящее время в здании заводской школы располагаются Ассоциация жителей Утры (фин. Utran asukasyhdistys) и Ассоциация социальной защиты Северной Карелии (фин. Pohjois-Karjalan Sosiaaliturvayhdistys).

## Памятники
- Памятник «Водяная лесопилка» (фин. Vesisaha) был установлен по проекту Йоуко Солонена в 1981 году к 200-летнему юбилею открытия пилорамы в Йоэнсуу. Мемориал выполнен в виде огромного винта и пилы.
- Памятник «Солнечные часы» (фин. Aurinkokello). Самыми известными учениками гимназии в Йоэнсуу были ученые и естествоиспытатели братья Вильхо, Юрьё и Калле Вяйсяля. В 1990 году в парке напротив церкви Утры на месте дома семьи Вяйсяля в честь братьев-ученых был установлен памятник в виде стилизованных солнечных часов. Мемориал был разработан бывшим ректором гимназии Аулисом Койвусало[4]

## Острова Утры
Острова Утры (фин. Utran saaret) – это городская зона отдыха, омываемая водами реки Пиелисйоки. На островах имеются оборудованные площадки для гриля, места для рыбалки, причал для лодок. Количество и размер островов менялись со временем, в настоящее время существует шесть островов, до которых можно добраться по деревянным мосткам. 

## Канал Утры
На противоположном берегу Пиелисйоки, напротив островов Утры, находится зона исторической лесопромышленной застройки, центром которой является сплавной канал — один из самых старых в Финляндии (1832). Сегодня от построек и пилорамы ничего не осталось, но канал длиной 175 м и шириной 8 м сохранился, не работают только створы.

## Пляж Утры
Был создан вместо закрытого пляжа Паталуото. Пляж находится на берегу реки Пиелисйоки недалеко от церкви Утры. Рядом с пляжем находится оборудованная площадка для влажной чистки ковров.   

## Природная рекреационная зона Утранхарью
Утранхарью (фин. Utranharju) – природная зона, подходящая для пеших прогулок, катания на лыжах и езды на велосипеде, излюбленное место сбора ягод и грибов. Маршруты из Утранхарью ведут в поселок Лехмо.  

## Спортивная инфраструктура
В районе богатые возможности для занятий спортом: 
- Поле для фрисби-гольфа
- Поле с искусственным покрытием для игр в футбол и регби
- Пришкольная площадка, оборудованная тренажерами
- Конно-спортивный центр

## Образование
В районе три детских сада, два из них частные. Школа Утры – самая большая по числу учащихся начальная школа в Йоэнсуу. 